# Nils-Olof Abdon
Nils-Olof Abdon, född 22 juli 1910 i Malmö, död 20 december 1957 i Falsterbo, var en svensk läkare. Han var son till John Abdon och Ida Abdon.
Abdon blev medicine kandidat 1932 och företog studieresor till Köpenhamn och Jena 1936. Han disputerade med kunglig dispens för doktorsgraden vid Lunds universitet 1942 på avhandlingen Om kreatinfosforsyrans och adenosintrifosforsyrans betydelse för de parasympaticomimetiska farmakas verkan. Han blev medicine licentiat och medicine doktor 1944.
Abdon var e.o. amanuens vid Karolinska institutets fysiologiska avdelning 1931, e.o. amanuens, amanuens och biträdande lärare vid farmakologiska institutionen i Lund 1932–1933 och 1935–1943, blev docent i farmakologi i Lund 1943, laborator där 1948 och var professor i farmakologi vid Göteborgs medicinska högskola, sedermera Göteborgs universitet, från 1951. Han var underläkare vid medicinska avdelningen på Malmö allmänna sjukhus olika perioder 1943–1945, t.f. professor i medicinsk kemi i Lund 1945–1947 och ledamot av Statens medicinska forskningsråds avdelning för kariesforskning från 1946 (han var involverad i Vipeholmsexperimenten). Han utgav ett 40-tal skrifter i farmakologi, medicinsk kemi och näringsfysiologi. Han var prokurator respektive kurator för Östgöta nation i Lund 1935–1937 och vice ordförande för Medicinska föreningen i Lund 1938–1939. Abdon är begravd på Kvibergs kyrkogård i Göteborg.